# Avatha
Avatha is een geslacht van vlinders van de familie spinneruilen (Erebidae), uit de onderfamilie Catocalinae.

## Soorten
- A. bipartita Wileman, 1915
- A. complens Walker, 1858
- A. costiplaga Bethune-Baker, 1908
- A. cyanopasta Turner, 1908
- A. chinensis Warren, 1913
- A. discolor Fabricius, 1794
- A. ethiopica (Hampson, 1913)
- A. extranea (Berio, 1962)
- A. garthei Kobes, 1983
- A. gertae Kobes, 1985
- A. grisescens Kobes, 1985
- A. heterographa Hampson, 1912
- A. macrostidsa Hampson, 1913
- A. minima Swinhoe, 1918
- A. modesta Roepke, 1956

- A. noctuoides Guenée, 1852
- A. novoguineana Bethune-Baker, 1906
- A. pratti Bethune-Baker
- A. roesleri Kobes, 1985
- A. stigmata Moore, 1877
- A. subpunctata Bethune-Baker, 1906
- A. sumatrana Kobes, 1985
- A. tripunctata Pagenstecher, 1888